# Homéohydrie
L'homéohydrie est la capacité des plantes à réguler ou à atteindre l'homéostasie de la teneur en eau des cellules et des tissus. L'homéohydrie a évolué chez les plantes terrestres à un degré plus ou moins grand au cours de leur transition vers la terre il y a plus de 500 millions d'années, et est plus développée chez les plantes vasculaires. C'est la conséquence d'une suite d'innovations et de stratégies morphologiques qui permettent aux pousses de plantes explorant les environnements aériens de conserver l'eau en internalisant les surfaces d'échange gazeux, en les enfermant dans une membrane étanche et en fournissant un mécanisme de contrôle d'ouverture variable, les cellules de garde stomatiques, qui régulent les taux de transpiration de l'eau et d'échange de CO2. Chez les plantes vasculaires, l'eau est acquise dans le sol par les racines et est transportée via le xylème vers les parties aériennes de la plante. L'évaporation de l'eau des surfaces aériennes de la plante est contrôlée par une couverture imperméable de cuticule. Les échanges gazeux avec l'atmosphère sont contrôlés par les stomates, qui peuvent s'ouvrir et se fermer pour contrôler la perte d'eau, et la diffusion du dioxyde de carbone vers les chloroplastes a lieu dans les espaces intercellulaires entre les cellules chlorenchymateuses de la tige ou du tissu mésophylle de la feuille. 
L'antonyme de l'homéohydrie est la poïkilohydrie, une condition dans laquelle la teneur en eau de la plante est passivement réduite ou augmentée en équilibre avec l'état de l'eau dans l'environnement. 